# Freddy Koella
Freddy Koella (* 16. Oktober 1958 in Mülhausen in Frankreich, eigentlich Frédéric Koella)  ist ein französischer Gitarrist und Violinist, der in Deutschland durch seine Konzerte mit Willy DeVille bekannt geworden ist.

## Biografie
Freddy Koella wuchs in einem musikalischen Haushalt auf. Sein Vater war ein Fan Klassischer Musik und seine Mutter Amateur-Pianistin.
Mit 12 begann er klassische Gitarre zu lernen. Zwei Jahre später schenkte sein Vater ihm eine Violine. Fünf Jahre später schaffte er die Aufnahmeprüfung für das Konservatorium Straßburg, nahm das Studium aber nicht auf.
Durch Schallplatten seiner Schwester begann er im Alter von 15 Blues zu mögen. Er hörte u. a. Sonny Terry & Brownie McGhee, Lightnin’ Hopkins, später B.B. King, Ry Cooder und besonders Lowell George mit Little Feat. Dadurch kam er zur Slide-Gitarre, wobei ihm seine Erfahrungen mit der Violine von Nutzen waren.
Nach 1979 ging er mehrfach nach  New Orleans, wo er u. a mit dem Cajun-Musiker Zachary Richard spielte.
Über den Gitarrenbauer  James Trussart kam er in der zweiten Hälfte der 1980er Jahre in Kontakt mit Willy DeVille und wurde für mehr als zehn Jahre ein Mitglied von dessen Band. Ein Mitschnitt eines Konzerts in Berlin 2002 erschien in Deutschland als DVD und CD.
2003 und 2004 spielte er in Bob Dylans Live-Band, wiederum vermittelt durch James Trussart. Aus gesundheitlichen Gründen musste er diese Zusammenarbeit beenden.
Nach einer Pause brachte er dann sein erstes Soloalbum Minimal heraus, was dann zur Zusammenarbeit mit weiteren Künstlern wie Lhasa de Sela, K.d. lang und Carla Bruni führte. 2011 erschien sein zweites Soloalbum Undone.

## Diskografie
- 2002: Live in Berlin (eagle records) (mit Willy DeVille)
- 2008: Comme si de rien n’était  (mit Carla Bruni)
- 2009: Willy DeVille Live at Montreux 1994 (mit Willy DeVille)
- 2014:  It’s Crap! (Meyer Records) (mit  Richard Bargel & Dead Slow Stampede und Charlie Musselwhite)

### Solo-Alben
- 2005: Minimal
- 2011: Undone

### DVDs
- 2002: The Berlin Concerts (mit Willy DeWille)
- 2009: Willy DeVille Live at Montreux 1994 (mit Willy DeVille)